# Murthel Groenhart
Murthel Groenhart (Amsterdam, 10 oktober 1986) is een Nederlands-Surinaamse kickbokser. Hij was de K-1 World MAX Champion 2012 en Glory-kampioen weltergewicht. 

## Carrière
Groenhart begon zijn kickboks-carrière met gevechten in kleine shows in Nederland. Hij maakte zijn SLAMM-debuut in 2006, en verloor beide gevechten bij de organisatie. In 2008 werd Groenhart uitgenodigd door de organisatie K-1 om deel te nemen aan een acht-man toernooi, dat oorspronkelijk was bedoeld voor de zwaargewichten, maar later werd veranderd voor vechters rond de 75 kg. Groenhart won de wedstrijden op spectaculaire wijze door al zijn drie tegenstanders te verslaan op knock-out.
De prestaties bij de K-1 toernooi leidde dat Groenhart werd uitgenodigd om deel te nemen aan een gevecht binnen de It's Showtime-organisatie. Hij verloor zijn debuut van It's Showtime Reality-winnaar Sem Braan, maar maakte genoeg indruk om weer te worden uitgenodigd voor verdere wedstrijden. Ondanks enkele inconsistente prestaties, won Groenhart de vacante E.M.T.A. Europese titel aan het begin van 2010 na het verslaan van Amir Zeyada.
Groenhart won de K-1 World MAX 2012 World Championship Tournament Final in Athene, Griekenland op 15 december 2012, door vroegtijdig te winnen van Yasuhiro Kido en Mike Zambidis voordat hij Artoer Kysjenko knock-out sloeg in de finale.
Groenhart werd tijdens Glory 44 op 26 augustus 2017 wereldkampioen weltergewicht bij Glory door middel van een overwinning op basis van een verdeelde jurybeslissing op Cédric Doumbé. Tijdens Glory 50 verloor hij de titel weer tegen Harut Grigorian. Ondertussen pakte Doumbé de titel weer, maar kon door een blessure niet tegen Groenhart vechten. Er kwam een interim-titelgevecht, welke Groenhart won van Troy Jones. Door de Covid-19-pandemie werden in 2020 veel geplande gevechten uitgesteld, en kwam Groenhart weer tegenover Doumbé te staan tijdens Glory 77 in januari 2021 in een gevecht om de titel. Groenhart verloor in de tweede ronde door een knockout.